# Code Lyoko
Code Lyoko ist eine französische computeranimierte Fernsehserie, die von 2003 bis 2007 auf den Sendern France 3 und Canal J, aber auch auf dem amerikanischen Cartoon Network ausgestrahlt wurde. 

## Handlung
Der Computervirus X.A.N.A. versucht von der virtuellen Welt Lyoko aus, die reale Welt zu besetzen. Nur die drei Freunde Ulrich, Odd und Yumi können als „Krieger von Lyoko“ mithilfe ihres Freundes Jeremy, eines Supercomputers und eines Scanners nach Lyoko gelangen, um dort X.A.N.A. aufzuhalten. Dabei steht ihnen Aelita zur Seite, ein Mädchen, das sich vor langer Zeit ebenfalls nach Lyoko begeben hat, dort aber, bis zum Ende der ersten Staffel, nicht mehr weg kann. In Lyoko besitzen die Kinder eine Kampfausrüstung, Waffen und besondere Fähigkeiten, wie zum Beispiel Telekinese.

## Figuren

Das Auge von X.A.N.A.

Jeremy BelpoisJeremy ist das Gehirn der Gruppe. Er sorgt mit der Hilfe eines Supercomputers dafür, dass sich die anderen mittels eines Scanners nach Lyoko begeben können, während dieser Zeit kann er mit ihnen über ein Headset kommunizieren und Kontakt aufnehmen.
Ulrich SternUlrich ist eher schweigsam und gibt sich eher cool, er interessiert sich sehr für Kampfsportarten, welche er zum Teil auch praktiziert. Ulrich scheint in Yumi verliebt zu sein, ist aber zu schüchtern, um es ihr zu sagen. Er besitzt kurze braune Haare und in Lyoko ist sein Outfit an das eines Samurais oder Ninjas angelehnt, seine Waffe ist dementsprechend bis zum Anfang der vierten Staffel ein und dann zwei Katana.
Odd Della RobbiaOdd hat, seinem Namen entsprechend (odd = engl. für skurril, seltsam oder merkwürdig), den sonderbarsten und exzentrischsten Charakter von Code Lyoko, niemals besonders ernst, immer gerade das sagen, was ihm durch den Kopf geht, und in der Schule außer in den künstlerischen Fächern nicht besonders gut, könnte man glauben für ihn ist das Leben nur ein Spiel, bei dem man nur das tut, was einem Spaß macht. Tatsächlich können seine Freunde sich trotz allem auf ihn verlassen, wenn es darauf ankommt. Odd besitzt blonde Haare, die kerzengerade von seinem Kopf abstehen und auf der Vorderseite ein Muster in der Form von einer violetten Raute haben. Seine Kleidung besteht aus einem violetten Übershirt und einem magenta Untershirt, dazu trägt er schwarze Schlaghosen und gelbe Skaterschuhe. In Lyoko sieht Odd aus, wie eine große violette Katze und seine Waffen sind Laserpfeile.
Yumi IshiyamaYumi ist mit 14 Jahren die älteste der Gruppe und kommt ursprünglich aus Japan. Genau wie Ulrich ist sie eher introvertiert und scheint ebenfalls mehr als nur Freundschaft für ihn zu empfinden, hält es aber nicht für nötig, den ersten Schritt zu tun. Yumi hat schwarze, schulterlange Haare und trägt meistens einen schwarzen, bauchfreien Rollkragenpullover und dazu eine schwarze Jeans-Hose. Ihr erstes Outfit in Lyoko ist das einer Geisha, das zweite das einer Kunoichi. Zum Kämpfen benutzt sie zwei Fächer.
AelitaAelita begab sich zusammen mit ihrem Vater vor zehn Jahren nach Lyoko. Während sie sich materialisieren konnte, war das ihrem Vater nicht möglich, der nur als eine Art Energieball in Lyoko auftritt. Beide wurden dann von X.A.N.A. angegriffen, woraufhin Aelita in einen der Türme flüchten musste, die überall auf Lyoko verstreut sind und eine Art Portal in die reale Welt darstellen. Bevor Aelita jedoch zurückkehren konnte, schaltete ihr Vater den Supercomputer ab, um sie zu schützen. Zehn Jahre später entdeckte Jeremy durch Zufall den Supercomputer zusammen mit Aelita. Aelita besitzt rosa Haare und scheint, seit sie Jeremie zum ersten Mal gesehen hat, Gefühle für ihn zu hegen.
X.A.N.A.X.A.N.A. ist ein Computervirus, der versucht die Welt zu besetzen. Dazu nutzt er die Türme in Lyoko, um in die reale Welt zu gelangen. X.A.N.A. hat die Fähigkeit, Elektrizität zu kontrollieren und von Menschen und Tieren Besitz zu ergreifen. Er kann nur aufgehalten werden, indem Aelita zusammen mit den anderen die Türme deaktiviert und so seinen Einfluss auf die reale Welt stoppt, jedoch nur solange, bis er einen neuen Turm findet. In Lyoko stehen X.A.N.A. eine Vielzahl von Monstern zur Verteidigung der Türme zur Verfügung, die zum Teil wie Roboter, Außerirdische oder verzerrte Abbilder echter Tiere aussehen.

## Orte
LyokoLyoko ist eine virtuelle Parallelwelt zu unserer, in die man nur mithilfe der Scanner des Supercomputers gelangen kann. Lyoko ist in 5 Sektoren aufgeteilt: der Felsenwelt, dem Waldgebiet, dem Wüstengebiet, der Eiswelt und Karthago, dem Kern, auch Sektor 5 genannt. Sieht man Lyoko als Karte am Computer, sind die Sektoren sternförmig angeordnet, wobei Karthago in der Mitte liegt.
Kadic Junior High SchoolDie Kadic Junior High School ist das Internat, auf das die Kinder gehen. Durch einen unterirdischen Tunnel ist es mit der Fabrik verbunden.
FabrikIn die Fabrik gelangen die Kinder meistens durch einen Tunnel, der von der Kadic High direkt hierher führt. Hier stehen auch der Supercomputer und die dazugehörenden Scanner.

## Objekte und Gegenstände
SupercomputerDer Supercomputer ist ein mit sehr hoher Leistung und künstlicher Intelligenz ausgestatteter Computer, der es den Kindern ermöglicht, mithilfe der Scanner des Computers nach Lyoko zu gelangen.
TürmeDie Türme sind überall in Lyoko verstreut, sie bilden gewissermaßen Tore zwischen ihr und der realen Welt. Normalerweise sind sie in ein grünes Licht getaucht, doch beginnen sie rot zu leuchten, heißt das, dass sie von X.A.N.A. aktiviert worden sind und es ihm so teilweise gelungen ist, in die reale Welt einzudringen. Sie können nur von Aelita mit den Passwort Code Lyoko wieder deaktiviert werden. Zudem helfen die Türme Aelita, wenn sie verletzt oder verwundet ist, sich wieder zu regenerieren.